# Tatiana Gajdaj
Tatiana Gajdaj (ryska: Татьяна Гайдай), född 17 januari 2001, är en rysk konstsimmare.

## Karriär
Vid junior-EM 2017 i Belgrad tog Gajdaj guld i soloprogrammet samt var en del av Rysslands lag som tog guld i fri kombination. Vid junior-EM 2018 i Tammerfors var hon en del av Rysslands lag som tog guld i det fria lagprogrammet och i fri kombination. Vid junior-VM 2018 i Budapest var Gajdaj en del av Rysslands lag som tog guld i det fria lagprogrammet och i fri kombination. Vid junior-EM 2019 i Prag tog hon guld i både det tekniska och fria soloprogrammet samt var en del av Rysslands lag som tog guld i det fria lagprogrammet.
Vid VM 2025 i Singapore tog Gajdaj brons i både det tekniska och fria parprogrammet tillsammans med Majja Dorosjko.